# Bobby Smith
Robert "Bobby" Smith (* 12. února 1958) je bývalý kanadský hokejista, který hrával v National Hockey League.

## Hráčská kariéra
Jako junior hrával za Ottawa 67's v OHL, kde v sezóně 1977/1978 překonal ligový rekord v produktivitě, když zaznamenal 192 bodů (za 69 gólů a 123 asistencí). V této sezóně porazil i Wayne Gretzkyho (ten byl však o téměř tři roky mladší). Do NHL byl draftován z celkově prvního místa v roce 1978 týmem Minnesota North Stars. Hned v další sezóně byl vyhlášen nejlepším nováčkem. Ve své třetí sezóně se s týmem dostal až do finále Stanley Cupu, kde však Minnesota prohrála a New York Islanders. Stanley Cup Bobby Smith vybojoval později v době svého působení u Montreal Canadiens. Závěr kariéry odehrál opět za Minnesotu, kde v roce 1991 jako 32. hokejista historie překonal hranici tisíce bodů. S aktivním hokejem skončil v roce 1993.

## Pozdější působení
V letech 1997 až 2000 působil jako generální manažer Phoenix Coyotes. Od roku 2003 vlastní hokejový klub Halifax Mooseheads, účastníka QMJHL.

## Úspěchy a ocenění
Týmové
- držitel Stanley Cupu (v roce 1986) – s Montreal Canadiens

Individuální
- držitel George Parsons Trophy pro hráče, který během Memorial Cupu prokáže největšího sportovního ducha – 1977
- držitel Eddie Powers Memorial Trophy pro nejlepšího hráče OHL i CHL Player of the Year pro nejlepšího hráče celé Kanadské hokejové ligy v roce 1978
- držitel Calder Memorial Trophy pro nejlepšího nováčka NHL v roce 1979

## Rekordy
Rekordy OHL
- nejvíce bodů v jedné sezóně – 192 (1977/1978)

Klubové
- 114 bodů v jedné sezóně za Minnesota North Stars (43 gólů und 71 asistencí v sezóně 1981/1982)

## Prvenství
- Debut v NHL – 11. října 1978 (Montreal Canadiens proti Minnesota North Stars)
- První gól v NHL – 18. října 1978 (Minnesota North Stars proti Vancouver Canucks, kanadskému brankáři Glen Hanlon)
- První asistence v NHL – 18. října 1978 (Minnesota North Stars proti Vancouver Canucks)
- První hattrick v NHL – 25. března 1980 (Minnesota North Stars proti Toronto Maple Leafs)

## Klubová statistika
| Sezóna       | Klub                  | Soutěž       |       | Základní část | Základní část | Základní část | Základní část | Základní část |    | Play off | Play off | Play off | Play off | Play off |
| Sezóna       | Klub                  | Soutěž       | Z     | G             | A             | B             | TM            | Z             | G  | A        | B        | TM       |          |          |
| 1974–75      | Ottawa Golden Knights | Midget       | 58    | 74            | 64            | 138           | —             | —             | —  | —        | —        | —        |          |          |
| 1975–76      | Ottawa 67's           | OMJHL        | 62    | 24            | 34            | 58            | 21            | 12            | 2  | 1        | 3        | 4        |          |          |
| 1976–77      | Ottawa 67's           | OMJHL        | 64    | 65            | 70            | 135           | 52            | 19            | 16 | 16       | 32       | 29       |          |          |
| 1977–78      | Ottawa 67's           | OMJHL        | 61    | 69            | 123           | 192           | 44            | 16            | 15 | 15       | 30       | 10       |          |          |
| 1978–79      | Minnesota North Stars | NHL          | 80    | 30            | 44            | 74            | 39            | —             | —  | —        | —        | —        |          |          |
| 1979–80      | Minnesota North Stars | NHL          | 61    | 27            | 56            | 83            | 24            | 15            | 1  | 13       | 14       | 9        |          |          |
| 1980–81      | Minnesota North Stars | NHL          | 78    | 29            | 64            | 93            | 73            | 19            | 8  | 17       | 25       | 13       |          |          |
| 1981–82      | Minnesota North Stars | NHL          | 80    | 43            | 71            | 114           | 82            | 4             | 2  | 4        | 6        | 5        |          |          |
| 1982–83      | Minnesota North Stars | NHL          | 77    | 24            | 53            | 77            | 81            | 9             | 6  | 4        | 10       | 17       |          |          |
| 1983–84      | Minnesota North Stars | NHL          | 10    | 3             | 6             | 9             | 9             | —             | —  | —        | —        | —        |          |          |
| 1983–84      | Montreal Canadiens    | NHL          | 70    | 26            | 37            | 63            | 62            | 15            | 2  | 7        | 9        | 8        |          |          |
| 1984–85      | Montreal Canadiens    | NHL          | 65    | 16            | 40            | 56            | 59            | 12            | 5  | 6        | 11       | 30       |          |          |
| 1985–86      | Montreal Canadiens    | NHL          | 79    | 31            | 55            | 86            | 55            | 20            | 7  | 8        | 15       | 22       |          |          |
| 1986–87      | Montreal Canadiens    | NHL          | 80    | 28            | 47            | 75            | 72            | 17            | 9  | 9        | 18       | 19       |          |          |
| 1987–88      | Montreal Canadiens    | NHL          | 78    | 27            | 66            | 93            | 78            | 11            | 3  | 4        | 7        | 8        |          |          |
| 1988–89      | Montreal Canadiens    | NHL          | 80    | 32            | 51            | 83            | 69            | 21            | 11 | 8        | 19       | 46       |          |          |
| 1989–90      | Montreal Canadiens    | NHL          | 53    | 12            | 14            | 26            | 35            | 11            | 1  | 4        | 5        | 6        |          |          |
| 1990–91      | Minnesota North Stars | NHL          | 73    | 15            | 31            | 46            | 60            | 23            | 8  | 8        | 16       | 56       |          |          |
| 1991–92      | Minnesota North Stars | NHL          | 68    | 9             | 37            | 46            | 109           | 7             | 1  | 4        | 5        | 6        |          |          |
| 1992–93      | Minnesota North Stars | NHL          | 45    | 5             | 7             | 12            | 10            | —             | —  | —        | —        | —        |          |          |
| Celkem v NHL | Celkem v NHL          | Celkem v NHL | 1,077 | 357           | 679           | 1,036         | 917           | 184           | 64 | 96       | 160      | 245      |          |          |

## Reprezentace
| Rok                       | Tým                       | Soutěž                    | Z | G | A | B | TM |
| ------------------------- | ------------------------- | ------------------------- | - | - | - | - | -- |
| 1978                      | Kanada 20                 | MSJ                       | 3 | 1 | 4 | 5 | 0  |
| 1982                      | Kanada                    | MS                        | 8 | 5 | 3 | 8 | 0  |
| Juniorská kariéra celkově | Juniorská kariéra celkově | Juniorská kariéra celkově | 3 | 1 | 4 | 5 | 0  |
| Seniorská kariéra celkově | Seniorská kariéra celkově | Seniorská kariéra celkově | 8 | 5 | 3 | 8 | 0  |